# Subsimplicia iodes
Subsimplicia iodes är en fjärilsart som beskrevs av Rothschild 1920. Subsimplicia iodes ingår i släktet Subsimplicia och familjen nattflyn. Inga underarter finns listade i Catalogue of Life.